# Johnny Murray
Pour les articles homonymes, voir Murray.
Johnny Murray, né en 25 février 1898 à Dublin et mort le 12 novembre 1954 dans la même ville, est un footballeur international irlandais. Jouant au poste d'ailier, il fait partie de la première équipe nationale irlandaise créée après l'indépendance du pays et dispute les Jeux olympiques d'été de 1924 à Paris. Il compte quatre sélections.

## Carrière
Né à Dublin, Johnny Murray est licencié au Bohemian Football Club en 1924. Lors de cette saison, il remporte avec ses coéquipiers le championnat d'Irlande en battant en finale 1-0 le Fordsons Football Club.
Cette victoire lui permet d'être sélectionné parmi vingt-deux joueurs pour représenter le nouvel état irlandais. Il participe aux Jeux olympiques d'été de 1924 à Paris au mois de juin. Titulaire en défense, il dispute deux rencontres lors de la compétition. Au premier tour les Irlandais s'imposent 1-0 contre la Bulgarie. C'est le premier match officiel de l'histoire de l'équipe nationale irlandaise. Il est aussi en attaque pour le quart de finale contre les Pays-Bas. Les Néerlandais s'imposent 2-1 après prolongation. Le lendemain de sa défaite, l'équipe irlandaise dispute un match amical contre l'Estonie remporté 1-0. De retour en Irlande, il fait partie de la sélection qui joue un match amical contre les États-Unis à Dublin le 14 juin 1924. Ce sont les quatre seules sélections de Murray.
Il faut attendre cent ans, pour qu'en juin 2024, la fédération irlandaise reconnaisse ces quatre matchs comme pleinement représentatifs de l'équipe nationale,.
En 1926, Johnny Murray s'engage avec le Drumcondra Football Club, un autre club des quartiers nord de Dublin. Avec son club il remporte la Coupe d'Irlande de football 1926-1927 en marquant le but de la victoire du match d'appui puisque les deux équipes n'avaient pas pu se départager lors de la première finale. La victoire de Drumcondra est un évènement puisque c'est la première et la dernière fois qu'une équipe hors championnat d'Irlande (en anglais non-League) remporte la compétition. Drumcondra doit sa qualification pour la Coupe d'Irlande à sa place de finaliste en Intermediate Cup.

## Palmarès
- Avec le Bohemian FC
  - Vainqueur du championnat d'Irlande 1923-1924
- Avec le Drumcondra FC
  - Vainqueur de la Coupe d'Irlande de football 1926-1927